# Industrieterrein De Hemmen
De Hemmen, ook wel: Hemmen-A7, is een industrieterrein binnen de stad Sneek in de Nederlandse provincie Friesland aan de Rijksweg 7.

## Ligging en bereikbaarheid
Het terrein grenst in het westen en zuiden aan de Rijksweg 7. In het oosten grenst het industrieterrein aan de voormalige Stadsrondweg en de Hemdijk en in het noorden ligt het dorp IJsbrechtum.
De belangrijkste verkeersader in het industrieterrein is de Stateas, die de oude Stadsrondweg verbindt met de Rijksweg 7.

## Historie en bebouwing
In de 13e eeuw was De Hemmen de locatie van Stinswier De Hemmen. Hierna is het industrieterrein vernoemd. Op de locatie van De Hemmen lag ook het verdwenen plaatsje Bons.
De Hemmen is eind jaren 90 gesticht en was toentertijd het tweede industrieterrein van Sneek (na de Houkesloot). In 2009 is het terrein uitgebreid met nieuwbouw op het gebied ten westen van de oude bebouwing. In 2011 is begonnen met de bouw van een nieuwe woonboulevard in het oude deel van het stadsdeel.
Het industrieterrein is opgedeeld in drie delen (op volgorde van ontwikkeling):
- Deel 1: Het bestaande bedrijventerrein aan de oostzijde (tussen de oude stadsrondweg, de State-As en de A7)
- Deel 2: De driehoek aan de westzijde (tussen de A7 en de State-As)
- Deel 3: De zuidzijde van de A7 (tussen de A7, Folsgare, IJlst en Oosthem)

De Hemmen is voor een industrieterrein verrassend groen en beschikt over vele waterpartijen.
Bedrijven op de Hemmen zijn vooral industriële bedrijven, bouw- en aannemingsbedrijven, (groot-)handelsondernemingen, transport- en distributiebedrijven.

### Straatnaamverklaring
De straten in de wijk zijn veelal vernoemd naar oude ambachten.

### Bezienswaardigheden
Ten zuiden van De Hemmen staat het volgende rijksmonument:
- Terpensmole

## Voorzieningen
Onder meer de volgende voorzieningen bevinden zich in de wijk:
- Bowlingcentrum De Stolp
- Woonboulevard De Hemmen

Wijken:
Binnenstad ·
Bomenbuurt ·
De Domp ·
De Loten ·
Duinterpen ·
Harinxmaland ·
Hemdijk ·
Het Eiland ·
De Hemmen ·
Houkesloot ·
It Ges ·
Lemmerweg-Oost ·
Lemmerweg-West ·
Leeuwarderweg ·
Noorderhoek I ·
Noorderhoek II ·
Noordoosthoek ·
Oudvaart ·
Pasveer ·
Poort van Sneek ·
Sperkhem ·
Stadsfenne ·
Stationsbuurt ·
Tinga ·
Zwetteplan
Buurten:
Malta ·
Spitaal ·
Tuindorp